# Jean-Claude Pelle
Jean-Claude George Pelle, né en 1942, est un astronome amateur français.

## Biographie
Le Centre des planètes mineures le crédite de la découverte de dix astéroïdes, effectuée entre 2000 et 2008, dont six avec Noéline Teamo.
L'astéroïde (84011) Jean-Claude lui est dédié. La citation correspondante est la suivante :

« Jean-Claude George Pelle (né en 1942) est un astronome amateur passionné qui pilote un observatoire à Tahiti, en Polynésie française. Parmi ses principaux intérêts sont les observations d'occultations par des planètes mineures et la recherche de supernovae. »

| (81203) Polynésie  | 23 mars 2000      |
| (88292) Bora-Bora  | 12 juillet 2001   |
| (207759) 2007 TZ2  | 3 octobre 2007    |
| (233561) 2007 PZ1  | 6 août 2007       |
| (233562) 2007 PG6  | 8 août 2007       |
| (274705) 2008 UH91 | 27 octobre 2008   |
| (282981) 2007 TL66 | 9 octobre 2007    |
| (332552) 2008 RM1  | 3 septembre 2008  |
| (375069) 2007 RE20 | 12 septembre 2007 |
| (402853) 2007 RE18 | 12 septembre 2007 |